# Ponthieva pilosissima
Ponthieva pilosissima är en orkidéart som först beskrevs av Karlheinz Senghas, och fick sitt nu gällande namn av Dodson. Ponthieva pilosissima ingår i släktet Ponthieva och familjen orkidéer. Inga underarter finns listade i Catalogue of Life.